# バレーボール・チャレンジャーカップ
FIVBバレーボール・チャレンジャーカップは、FIVB（国際バレーボール連盟）が2018年から開催しているバレーボール国際大会である。バレーボールネーションズリーグの予選に相当する大会で、優勝チームは翌年度のネーションズリーグの出場権を得る。

## 歴史
2017年10月12日にパリで開催されたFIVB70周年記念式典で、アリ・グラサ会長がバレーボールネーションズリーグと同時に、同大会の予選の位置づけとして発表。
同年12月7日のFIVB実行委員会で、出場チーム（大陸連盟ごとの出場枠）について確定し、優勝者がネーションズリーグ最下位と対戦して（入れ替え戦）次年度ネーションズリーグ出場チームを決めると発表した。しかし、後に入れ替え戦は自動入れ替えに変更された。
2018年6月21日に男女とも第1回大会が開幕。初年度は、男子は ポルトガル、女子は ブルガリアがそれぞれ優勝を果たし、2019年ネーションズリーグ出場となった。
2020年、新型コロナウイルス(COVID-19)感染症の流行により、男女とも2020年大会がネーションズリーグと一緒に中止となった。また、2019年大会で優勝し2020年ネーションズリーグ出場予定だった男子 スロベニアと女子 カナダは2021年ネーションズリーグに出場できることとなった。
2021年も同様の理由で中止となり（ネーションズリーグは開催）、入れ替え制度はなくなり、2022年ネーションズリーグにも2021年出場の16チームがそのまま出場することとなった。
2022年は、女子がクロアチア、男子が韓国でそれぞれ開催されることとなり、3年ぶりに開催されることとなった。前回までは出場6チームが2グループに分かれて戦う方式であったが、当年度は出場チームが8に増え、ノックアウト方式のトーナメント戦となった。

## 大会方式
出場8チームによるノックアウト方式のトーナメント戦で優勝チームを決める。

## 出場枠
出場8チームの内訳については未発表。

## 歴代成績

### 男子
| 回 | 年   | 開催地       | 優勝                                               | 準優勝                                             | 3位                                                | チーム数                                           |
| -- | ---- | ------------ | -------------------------------------------------- | -------------------------------------------------- | -------------------------------------------------- | -------------------------------------------------- |
| 1  | 2018 | マトシンホス | ポルトガル                                         | チェコ                                             | エストニア                                         | 6                                                  |
| 2  | 2019 | リュブリャナ | スロベニア                                         | キューバ                                           | ベラルーシ                                         | 6                                                  |
|    | 2020 | ゴンドマル   | 新型コロナウイルス(COVID-19)感染症の流行により中止 | 新型コロナウイルス(COVID-19)感染症の流行により中止 | 新型コロナウイルス(COVID-19)感染症の流行により中止 | 新型コロナウイルス(COVID-19)感染症の流行により中止 |
|    | 2021 | ゴンドマル   | 新型コロナウイルス(COVID-19)感染症の流行により中止 | 新型コロナウイルス(COVID-19)感染症の流行により中止 | 新型コロナウイルス(COVID-19)感染症の流行により中止 | 新型コロナウイルス(COVID-19)感染症の流行により中止 |
| 3  | 2022 | ソウル       | キューバ                                           | トルコ                                             | 韓国                                               | 8                                                  |
| 4  | 2023 | ドーハ       | トルコ                                             | カタール                                           | ウクライナ                                         | 8                                                  |

### 女子
| 回 | 年   | 開催地   | 優勝                                               | 準優勝                                             | 3位                                                | チーム数                                           |
| -- | ---- | -------- | -------------------------------------------------- | -------------------------------------------------- | -------------------------------------------------- | -------------------------------------------------- |
| 1  | 2018 | リマ     | ブルガリア                                         | コロンビア                                         | プエルトリコ                                       | 6                                                  |
| 2  | 2019 | リマ     | カナダ                                             | チェコ                                             | アルゼンチン                                       | 6                                                  |
|    | 2020 | ザダル   | 新型コロナウイルス(COVID-19)感染症の流行により中止 | 新型コロナウイルス(COVID-19)感染症の流行により中止 | 新型コロナウイルス(COVID-19)感染症の流行により中止 | 新型コロナウイルス(COVID-19)感染症の流行により中止 |
|    | 2021 | ザダル   | 新型コロナウイルス(COVID-19)感染症の流行により中止 | 新型コロナウイルス(COVID-19)感染症の流行により中止 | 新型コロナウイルス(COVID-19)感染症の流行により中止 | 新型コロナウイルス(COVID-19)感染症の流行により中止 |
| 3  | 2022 | ザダル   | クロアチア                                         | ベルギー                                           | プエルトリコ                                       | 8                                                  |
| 4  | 2023 | ラヴァル | フランス                                           | スウェーデン                                       | コロンビア                                         | 8                                                  |